# Iglesia de Nuestra Señora de Tréveris

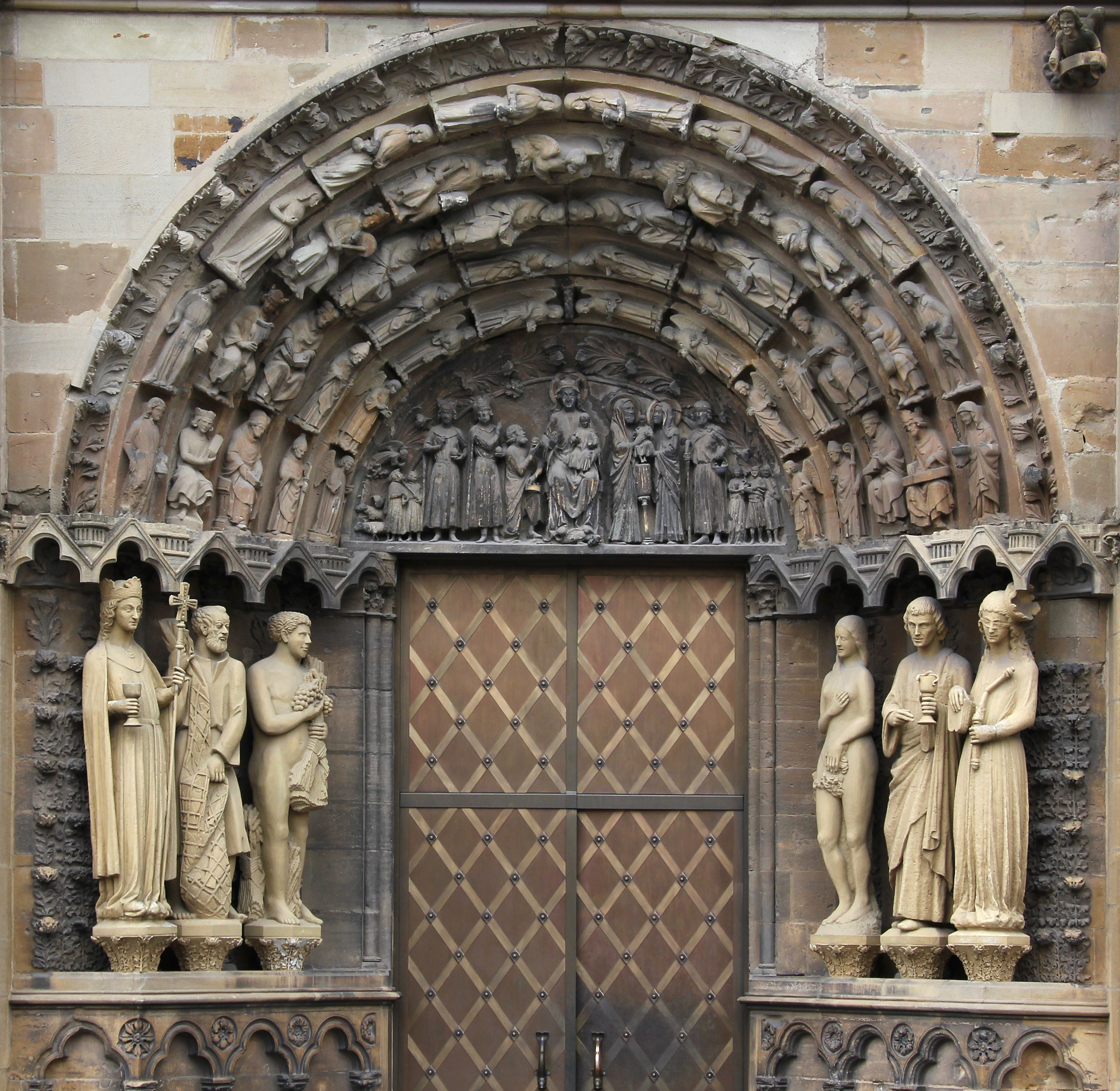
Portal oeste de Iglesia de Nuestra Señora

La Liebfrauenkirche (Iglesia de Nuestra Señora), contigua a la Catedral de Tréveris, es una iglesia construida entre 1235 y 1260 en la ciudad de Tréveris.
Junto con la Catedral de Magdeburgo es uno de los primeros ejemplos de arquitectura gótica alemana. Su planta está basada en la cruz griega, y la torre encima de la cúpula acentúa la intersección de las naves. La portada oeste está ricamente decorada con ornamentos entallados y símbolos iconográficos.
En su interior se conservan magníficas reliquias, entre ellas los frescos del siglo XV pintados en doce columnas, que simbolizan a los apóstoles.
El lugar también alberga algunas tumbas importantes, como lo del noble local, Karl von Metternich (1636), que se encuentra en la parte nordeste de la capilla.
En 1986, fue declarado como Patrimonio de la Humanidad por la Unesco, dentro del conjunto denominado Monumentos romanos de Tréveris (Porta Nigra, anfiteatro, basílica de Constantino, Barbarathermen, puente romano de Tréveris, termas imperiales y columna de Igel), catedral de Tréveris e iglesia de Nuestra Señora de Tréveris.